# El Gaucho Goofy
Pour plus de détails, voir Fiche technique et Distribution.
El Gaucho Goofy est un court métrage d'animation américain réalisé par Jack Kinney et produit par les studios Disney, avec Dingo, sorti en 1942 en tant que séquence de Saludos Amigos puis seul en 1955.

## Synopsis
Dingo chevauche une autruche dans la pampa sud-américaine...

## Fiche technique
- Titre original : El Gaucho Goofy
- Série : Dingo
- Réalisation : Jack Kinney
- Animation :  Wolfgang Reitherman
- Production : Walt Disney
- Société de production : Walt Disney Productions
- Société de distribution : RKO Radio Pictures
- Format : Couleur (Technicolor) - 35 mm - 1,37:1 - Son mono (RCA Sound System)
- Durée : 8 min
- Langue : Anglais
- Pays de production :  États-Unis
- Dates de sortie :
  - Brésil  : 24 août 1942 (Saludos Amigos)
  - États-Unis : 6 février 1943[1] (Saludos Amigos), 10 juin 1955 (seul)
  - France : 11 février 1947 (Saludos Amigos)

## Voix originales
- George Johnson : Dingo
- Fred Shields : le narrateur

## Voix françaises

### 1erdoublage (1947)
- René-Marc : le narrateur

### 2edoublage (2004)
- Philippe Catoire : le narrateur
- Gérard Rinaldi : Dingo

## Voix québécoises (2000)
- Benoît Rousseau : le narrateur
- Pierre Claveau : le cheval de Dingo

## Commentaires
Ce film rappelle le court métrage de Mickey Mouse The Gallopin' Gaucho (1928) et son remake The Cactus Kid (1930), au synopsis similaire.

## Titre en  différentes langues
- Argentine : El gaucho Goofy
- Brésil : O Gaúcho Pateta, O Pateta Gaúcho, Pateta, o Gaúcho
- Suède : Jan Långben som gaucho

Source : IMDb